# Mabel Rivera Torres
María Isabel Rivera Torres, més coneguda com a Mabel Rivera (Ferrol, 20 de juny de 1952), és una actriu gallega.
A Galícia es va donar a conèixer com a protagonista de la comèdia de major èxit de la TVG, Pratos combinados, on interpretava el personatge de Balbina. A nivell estatal, l'èxit va arribar en ser una de les actrius de la pel·lícula Mar adentro, dirigida per Alejandro Amenábar i gràcies a la qual va guanyar el Premi Goya a la millor actriu secundària l'any 2004.
Ha treballat en publicitat, com a presentadora, ajundant de direcció i actriu de doblatge. És llicenciada en filologia anglesa i graduada en art dramàtic per la Universitat de Santiago de Compostel·la i parla castellà, gallec, anglès i francès.